# رود لل
رود لل (روسی: Лель) یک رودخانه در سرزمین پرم کشور روسیه است.